# قرمان نامه
كتاب تاريخ قرمان نامه كان عملًا تاريخيًا لمؤلف مجهول معروف باسم شكاري (بالتركية الأناضول القديمة: شكاري) صدر في إمارة قرمان. يحمل قرمان نامه أهمية كواحدة من الأعمال التاريخية القليلة المخصصة للقرمانيين والمستقلة عن التقاليد العثمانية. وعلى عكس الكثير من الأعمال التي كُتبَت في الأناضول والمناطق المجاورة في القرن السادس عشر، يحتوي قرمان نامه على تعليقات معادية للدولة العثمانية ومن المرجح أنه قد كُلف بكتابته كإجراء ضد النفوذ العثماني المتزايد في الأناضول بسبب خوف الإمارات التركية المنافسة. يتضمن العمل بعضًا من حالات التناقضات الزمنية وهو أمر شائع في الأعمال التي افتقر أصحابها لدعم علمي. ويفتقر إلى أي تواريخ أو سنوات كجزء من سرده، كما أنه تاريخ تأليفه غير معروف. ومع ذلك، تشير وقائع معارك شاه إسماعيل مع خانية بخارى إلى أن العمل اتخذ شكله النهائي بحلول منتصف القرن السادس عشر الميلادي. استخدمت قرمان نامه بشكل أساسي الشاهنامة الفارسية السابقة للشاعر يارجاني كمصدر له، والتي كُتبت بأمر علاء الدين بك.
كُتب كتاب قرمان نامه باللغة التركية الأناضولية البسيطة، ويستهدف سكان الأناضول، وهو أشبه بمجموعة من الدستانات أكثر من كونه كتاب تاريخ. يصف الكتاب في البداية كيف ظهر قرمان بك وأبناؤه كشخصيات بطولية في المنطقة الحدودية بين سلطنة الروم ومملكة قيليقية الأرمنية وكيف دافعوا عن الإسلام. تشغل حياة وحكم علاء الدين بك الجزء الأكبر من العمل، بما في ذلك طفولته وتعليمه وفتوحاته وعلاقاته مع الحكام الآخرين. هاجم السلطان العثماني بايزيد الأول (وهو صهر علاء الدين) القرمانيين لاحقًا، حيث خانه العثمانيون وقتلوه، ومن هنا فالكتاب سيروي أحداثًا معادية للعثمانيين. يتسارع النص في الحديث عن حكم خلفائه وضم العثمانيين لممتلكات القرمانيين قسرًا. تنتهي الرواية بتسميم وريث عرش القرمانيين على يد العثمانيين، وبعد ذلك يختار قائد قرماني الوقوف إلى جانب الشاه إسماعيل الصفوي. وكما هو الحال بالنسبة لنشأة الدولة، فإن العمل يدرس الأسباب التي أدت إلى زوال الإمارة ويؤكد على عدم شرعية العثمانيين.

## المؤلف
لا تزال الهوية الدقيقة لمؤلف كتاب "قرمان نامه" مجهولة. الجزء الوحيد من العمل الذي يكشف عن الاسم المستعار للمؤلف هو البيت الأخير من المقدمة:
كان هناك ثلاثة أشخاص عُرفوا باسم شكاري في كتاب التذكرات العثمانية في القرن السادس عشر الميلادي. من بينهم أحمد بن حسن بك، الذي كان دفتردار وميرليفا لديار بكر لاحقًا، ويُقترح من بعض العلماء أنه كان مؤلف العمل.

## فهرس
- Lindner، Rudi Paul (12 يوليو 2017). Nomads and Ottomans in Medieval Anatolia. Taylor & Francis.
- Sümer, Faruk (1978). "Ḳarāmān-Og̲h̲ullari̊". In van Donzel, E.; Lewis, B.; Pellat, Ch.; Bosworth, C. E. (eds.). The Encyclopaedia of Islam, New Edition, Volume IV: Iran–Kha (بالإنجليزية). Leiden: E. J. Brill. ISBN:90-04-05745-5.
- Yıldız, Sara Nur (2010). "Şikârî". ŞİKÂRÎ. TDV İslâm Ansiklopedisi (بالتركية). TDV İslâm Araştırmaları Merkezi. Archived from the original on 2025-03-17. Retrieved 2023-10-22. {{استشهاد بموسوعة}}: الوسيط |تاريخ الوصول= and |تاريخ-الوصول= تكرر أكثر من مرة (help)